# Pokolj u Briševu 24. i 25. srpnja 1992.
Pokolj u Briševu je bio ratni zločin, počinjen početkom rata 24. i 25. srpnja 1992.
Počinili su ga srpski vojnici nad Hrvatima iz sela Briševa u župi Stara Rijeka, 4 km južno od Prijedora.
U selu u kojem je živjelo nešto manje od 400 stanovnika, mahom Hrvata, pobijeno je na svirepe načine barem 67 hrvatskih mještana; napadači su dodatno silovali pretežni broj mlađih žena i djevojaka.

## Tijek događaja
Nakon što su srpske snage nasilno uspostavile svoje civilne vlasti u općinama Prijedor i Sanski Most su, za razdoblju od 22. do 30. svibnja 1992. su dale ultimatum nesrbima u ljubijskom kraju, u kojemu su tražili od istih da “srpskim vlastima” predaju svo naoružanje u svom posjedu. Za potvrdu ozbiljnosti svojim prijetnjama, ultimatum je bio poduprijet prethodnim granatiranjem nesrpskih sela.
Nakon svih tih poteza novih srpskih vlasti, ljubijski Hrvati i Muslimani su udovoljili zahtjevima iz ultimatuma, s time da su neka sela predavala oružje još par dana poslije, pa su tako učinili i Hrvati u Briševu i Staroj Rijeci 31. svibnja 1992.
Unatoč predaji oružja, nove srpske vlasti se ne zadovoljavaju time, pa uskoro bez ikakvog razloga uhićuju članove HDZ-a i SDA i većinu bogatijih i uglednih Hrvata i Muslimana iz ljubijske okolice te ih odvode u sabirne logore u Sanski Most (Krings) i u prijedorsku okolicu (Keraterm, Trnopolje i Omarsku).
Nasilno uspostavljene srpske vlasti su prisilno mobilizirali sve vojno sposobne Hrvate i Muslimane u srpsku vojsku, a oni koji su se usprotivili tome su odvedeni u logore.
Unatoč tome što su Hrvati i Muslimani predali oružje u tom razdoblju, već 30. svibnja je Radio-Prijedor prenosio poruke "“Kriznog štaba srpske opštine Prijedor" "oružanom napadu na grad Prijedor i na srpski narod" i o "borbama sa ustaško - muslimanskim snagama", stvarajući neprijateljsku atmosferu prema tamošnjim Hrvatima i Muslimanima.
Miroljubljivo i popustljivo držanje domaćih Hrvata nije pomogla. Brigade iz sastava "Banjalučkog korpusa Srpske vojske",  5. kozaračke brigada iz Prijedora i 6. krajiška brigada iz Sanskog Mosta, uz pomoć stanovitog broja Srba iz susjednih sela su 24. i 25. srpnja, nakon vatrene pripreme topništvom i minobacačima, a potom su ušle u sela Briševo, Raljaš i Muštanica (kod Stare Rijeke).

## Pokolj
Preživjeli mještani svjedoče da su srpski napadači žrtve tukli do iznemoglosti, noževima im presijecali tetive na rukama i nogama, rezali im komade mesa s tijela, ubadali noževima, rezali, odsijecali noseve, uši, spolne organe, parali trbuhe, lomili rebra, klali ih, ubijali ih drvenim toljagama i krampovima. U mnogo slučajeva, Srbi su primoravali majke, supruge i djecu da promatraju brutalnosti nad muškarcima. Gotovo sve mlađe žene i djevojke su silovane.
Srpski napadači ubili na okrutan način barem 67 nenaoružana civila), katolika Hrvata, među kojima je bio veliki broj starijih osoba i djece (broj sadrži, po svoj prilici, i 13 Hrvata ubijenih u pokolju u Muštanici, usporedi broj na "Lokacije masovnih stratišta", "preko 55 civila Hrvata sela Briševo").
Nekoliko obitelji je pobijeno do zadnjeg člana. Najmlađa žrtva imala je 14, a najstarija 81. godinu.
25. srpnja, pripadnici sanskomošćanske srpske 6. krajiške brigade su uhitili još 40 civila Hrvata i Briševa i Stare Rijeke i zatvorili ih u logor Krings u Sanskom Mostu.
U prvoj polovici srpnja 1993. je zabilježeno da su blokirane prometnice koje su vodile kraj područja s masovnim grobnicama, a nakon odblokiranja, primijećeno je da su na mjestima masovnih grobnica vršena raskopavanja i navoženja nove zemlje, sve u cilju zametanja tragova.
Prvotne poznate lokacije su nekoliko masovnih i pojedinačnih grobnica su na području Briševa.
Kao nastavak tog pohoda, župna crkva i kuća u Staroj Rijeci su opustošene i minirane, a uskoro se skoro se se svi rimokatolički vjernici (preko 1500 župljana) iz te župe raselili.

## Kasniji događaji
O 370 Hrvata koji su živjeli u briševu 1991. godine, njihov broj je na popisu 2013. godine opao na samo 4.
Pred sudom u BiH je za zločin bio okrivljen Mićo Praštalo je, kao jedan od zapovjednika srpskih postrojbi koje su izvršilo pokolje. Nakon podizanja optužbe, pronađen je u studenom 2018. godine mrtav; prema ocjeni policije, riječ je o samoubojstvu vatrenim oružjem.